# فوچس (کالیفرنیا)
فوچس (به انگلیسی: Fuchs) یک منطقهٔ مسکونی در ایالات متحده آمریکا است که در شهرستان کالاوراس، کالیفرنیا واقع شده‌است. فوچس ۷۵۲ متر بالاتر از سطح دریا واقع شده‌است.